# Adelaide International II 2022
L'Adelaide International II 2022 è stato un torneo di tennis giocato all'aperto sul cemento. È stata la 3ª edizione del torneo per gli uomini e la 4ª per le donne, facente parte della categoria WTA 250 nell'ambito del WTA Tour 2022 e della categoria ATP Tour 250 nell'ambito dell'ATP Tour 2022. Entrambi i tornei si sono giocati al Memorial Drive Tennis Centre di Adelaide in Australia, dal 10 al 16 gennaio 2022.
Questa è stata la seconda edizione del torneo prevista per il 2022, la prima si era tenuta sugli stessi campi la settimana precedente.

## Partecipanti ATP

### Teste di serie
| Nazionalità | Giocatore        | Ranking* | Testa di serie |
| ----------- | ---------------- | -------- | -------------- |
| Francia     | Gaël Monfils     | 21       | 1              |
| Stati Uniti | John Isner       | 24       | 2              |
| Russia      | Karen Chačanov   | 29       | 3              |
| Croazia     | Marin Čilić      | 30       | 4              |
| Sudafrica   | Lloyd Harris     | 31       | 5              |
| Kazakistan  | Aleksandr Bublik | 36       | 6              |
| Stati Uniti | Frances Tiafoe   | 38       | 7              |
| Ungheria    | Márton Fucsovics | 40       | 8              |

* Ranking al 20 dicembre 2021.

### Altri partecipanti
I seguenti giocatori hanno ricevuto una wildcard per il tabellone principale:
- Alex Bolt
- Thanasi Kokkinakis
- Aleksandar Vukic

I seguenti giocatori sono passati dalle qualificazioni:

- Egor Gerasimov
- Steve Johnson
- Corentin Moutet
- Yoshihito Nishioka

I seguenti giocatori sono entrati come lucky loser:
- Roberto Carballés Baena
- Thiago Monteiro

## Partecipanti WTA

### Teste di serie
| Nazionalità | Giocatrice           | Ranking* | Testa di serie |
| ----------- | -------------------- | -------- | -------------- |
| Bielorussia | Aryna Sabalenka      | 2        | 1              |
| Ucraina     | Elina Svitolina      | 15       | 2              |
| Stati Uniti | Coco Gauff           | 22       | 3              |
| Slovenia    | Tamara Zidanšek      | 30       | 4              |
| Russia      | Veronika Kudermetova | 31       | 5              |
| Rep. Ceca   | Markéta Vondroušová  | 35       | 6              |
| Svizzera    | Jil Teichmann        | 37       | 7              |
| Russia      | Ljudmila Samsonova   | 38       | 8              |
| Romania     | Sorana Cîrstea       | 39       | 9              |

* Ranking al 3 gennaio 2022.

### Altre partecipanti
Le seguenti giocatrici hanno ricevuto una wildcard per il tabellone principale:
- Maddison Inglis
- Aryna Sabalenka
- Dar'ja Saville

La seguente giocatrice è subentrata in tabellone come alternate:
- Ana Konjuh

Le seguenti giocatrici sono passate dalle qualificazioni:

- Lauren Davis
- Rebecca Peterson
- Anastasija Potapova
- Dajana Jastrems'ka
- Heather Watson
- Storm Sanders

La seguente giocatrice è entrata in tabellone come lucky loser:
- Danka Kovinić

## Partecipanti doppio

### Maschile
| Nazione              | Giocatore         | Nazione     | Giocatore       | Rank* | Testa di serie |
| -------------------- | ----------------- | ----------- | --------------- | ----- | -------------- |
| Stati Uniti          | Rajeev Ram        | Regno Unito | Joe Salisbury   | 7     | 1              |
| Croazia              | Ivan Dodig        | Brasile     | Marcelo Melo    | 41    | 2              |
| Paesi Bassi          | Wesley Koolhof    | Regno Unito | Neal Skupski    | 41    | 3              |
| Belgio               | Sander Gillé      | Belgio      | Joran Vliegen   | 56    | 4              |
| Sudafrica            | Raven Klaasen     | Giappone    | Ben McLachlan   | 63    | 5              |
| Uruguay              | Ariel Behar       | Ecuador     | Gonzalo Escobar | 80    | 6              |
| Messico              | Santiago González | Argentina   | Andrés Molteni  | 81    | 7              |
| Bosnia ed Erzegovina | Tomislav Brkić    | Serbia      | Nikola Ćaćić    | 83    | 8              |

* Ranking al 3 gennaio 2022.

### Altri partecipanti
La seguente coppia ha ricevuto una wildcard per il tabellone principale:
- Aaron Addison /  Thomas Fancutt
- Harry Bourchier /  Brandon Walkin

La seguente coppia è subentrata in tabellone come alternate:
- Calum Puttergill /  Adam Taylor

### Ritiri
Prima del torneo
- Romain Arneodo /  Benoît Paire → sostituiti da  Oscar Otte /  Benoît Paire
- Márton Fucsovics /  Tommy Paul → sostituiti da  Calum Puttergill /  Adam Taylor
- Tallon Griekspoor /  Andrea Vavassori → sostituiti da  Treat Huey /  Frederik Nielsen
- Nicolas Mahut /  Fabrice Martin → sostituiti da  Evan King /  Alex Lawson
- Frances Tiafoe /  Nicholas Monroe → sostituiti da  Nicholas Monroe /  Holger Rune

### Femminile
| Nazione   | Giocatore       | Nazione     | Giocatore          | Rank* | Testa di serie |
| --------- | --------------- | ----------- | ------------------ | ----- | -------------- |
| Rep. Ceca | Marie Bouzková  | Rep. Ceca   | Lucie Hradecká     | 63    | 1              |
| Ucraina   | Nadežda Kičenok | India       | Sania Mirza        | 94    | 2              |
| Giappone  | Eri Hozumi      | Giappone    | Makoto Ninomiya    | 114   | 3              |
| Giappone  | Miyu Katō       | Stati Uniti | Sabrina Santamaria | 138   | 4              |

* Ranking al 3 gennaio 2022.

### Altre partecipanti
Le seguenti coppie hanno ricevuto una wildcard per il tabellone principale:
- Maddison Inglis /  Olivia Tjandramulia
- Annerly Poulos /  Tina Nadine Smith

La seguente coppia è subentrata in tabellone come alternate:
- Kristína Kučová /  Tara Moore

### Ritiri
Prima del torneo
- Marie Bouzková /  Lucie Hradecká → replaced by  Kristína Kučová /  Tara Moore
- Chan Hao-ching /  Monica Niculescu → replaced by  Peangtarn Plipuech /  Aldila Sutjiadi
- Katarzyna Piter /  Renata Voráčová → replaced by  Marta Kostjuk /  Katarzyna Piter

## Campioni

### Singolare maschile
- Thanasi Kokkinakis ha sconfitto in finale  Arthur Rinderknech con il punteggio di 6(6)-7, 7-6(5), 6-3.
- È il primo titolo in carriera per Kokkinakis.

### Singolare femminile
Madison Keys ha sconfitto in finale  Alison Riske con il punteggio di 6-1, 6-2.
- È il primo titolo stagionale per la Keys, il sesto della carriera.

### Doppio maschile
- Wesley Koolhof /  Neal Skupski hanno sconfitto in finale  Ariel Behar /  Gonzalo Escobar con il punteggio di 7-6(5), 6-4.

### Doppio femminile
Eri Hozumi /  Makoto Ninomiya hanno sconfitto in finale  Tereza Martincová /  Markéta Vondroušová con il punteggio di 1-6, 7-6(4), [10-7].